# 1955-ös angol labdarúgó-szuperkupa
Az 1955-ös angol labdarúgó-szuperkupa, más néven FA Charity Shield az FA Charity Shield 33. kiírása volt; egy labdarúgó-mérkőzés a bajnokság és az FA-kupa győztese között. A mérkőzést 1955. szeptember 14-én rendezték a londoni Stamford Bridge stadionban, a két résztvevője az 1954–55-ös First Division-bajnok Chelsea, és az 1954–55-ös FA-kupa-győztes Newcastle United volt. A kupát végül a Chelsea nyerte 3–0-ra legyőzve a Newcastle csapatát, a gólokat Roy Bentley és Frank Blunstone szerezték, Alf McMichael pedig öngólt szerzett.

## Részletek
| 1955. szeptember 14. |

| Chelsea                                          | 3–0 | Newcastle United |
| ------------------------------------------------ | --- | ---------------- |
| Alf McMichael öngól' Roy Bentley Frank Blunstone |     |                  |

| Stamford Bridge, London Nézőszám: 12 802 |

| CHELSEA:  |    |                 |  |  |
|           |    |                 |  |  |
| GK        | 1  | Bill Robertson  |  |  |
| RB        | 2  | Peter Sillett   |  |  |
| LB        | 3  | Stan Willemse   |  |  |
| CB        | 4  | Ken Armstrong   |  |  |
| HB        | 5  | Stan Wicks      |  |  |
| HB        | 6  | Derek Saunders  |  |  |
| W         | 7  | Eric Parsons    |  |  |
| IF        | 8  | Peter Brabrook  |  |  |
| CF        | 9  | Roy Bentley     |  |  |
| IF        | 10 | Les Stubbs      |  |  |
| W         | 11 | Frank Blunstone |  |  |
| Edző:     |    |                 |  |  |
| Ted Drake |    |                 |  |  |

| NEWCASTLE UNITED: |    |                 |  |
|                   |    |                 |  |
| GK                | 1  | John Thompson   |  |
| RB                | 2  | George Lackenby |  |
| LB                | 3  | Alf McMichael   |  |
| CB                | 4  | Jimmy Scoular   |  |
| HB                | 5  | Frank Brennan   |  |
| HM                | 6  | Tommy Casey     |  |
| W                 | 7  | Len White       |  |
| IF                | 8  | Reg Davies      |  |
| CF                | 9  | Jackie Milburn  |  |
| IF                | 10 | George Hannah   |  |
| W                 | 11 | Bill Punton     |  |
| Edző:             |    |                 |  |
| Doug Livingstone  |    |                 |  |

| SZABÁLYOK - 90 perces játékidő. - Megosztott cím döntetlen esetén. - Nincs cserelehetőség. |

## Lásd még
- The Football League 1954–55
- FA-kupa 1954–55